# Робърт Ван де Грааф
Робърт Ван де Грааф (на английски: Robert J. Van de Graaff) е американски физик от нидерландски произход, професор в Принстънския университет.
Освен с преподавателска дейност той се занимава и с изработването на различни инструменти. Името му се свързва най-вече с „генератор на Ван де Грааф“, изобретен през 1929 г., който е способен да генерира до 7 милиона волта статично електричество.